# Quote to order
Quote-to-order oder kurz QTO (aus dem Englischen: vom Angebot zum Auftrag) beschreibt die Prozesskette von der Angebotserstellung bis hin zur Auftragsbearbeitung in einem Unternehmen. Quote-to-order lehnt sich an die Begriffe engineer-to-order, make-to-order oder configure-to-order an, die einen speziellen Produktions- oder Fertigungsprozess beschreiben. Im Unterschied dazu wird quote-to-order als allgemeine Beschreibung der Abläufe zwischen Angebot und Auftrag unter Verwendung unterschiedlichster Prozesse genutzt. In der IT (Informationstechnologie) entwickelte sich quote-to-order zu einem Begriff, der die softwaretechnische Abbildung und Bündelung aller Prozesse zwischen Angebotserstellung und Auftragsbearbeitung bezeichnet.

## Verwendung
In der produzierenden Industrie etablierten sich ERP (Enterprise Resource Planning)-Systeme zur Abbildung der gesamten Wertschöpfungskette eines Unternehmens und bilden die Prozesse von der Auftragsbearbeitung bis hin zur Auslieferung ab. Im Vertrieb und in der Kundenbetreuung setzten sich Customer-Relationship-Management-Systeme durch, um kundenbezogene (Vertriebs-)Prozesse, von der ersten Kontaktaufnahme über die Angebotserstellung bis hin zur Kundenhistorie und weiteren Marketingprozessen, abzubilden.
Quote-to-order-Lösungen schließen die Lücke zwischen CRM und ERP. Sie nutzen Prozesse und Daten aus der ERP- und CRM-Welt und stellen diese in der Phase zwischen Angebot und Auftrag zur Verfügung. Ergänzt werden die vorhandenen Funktionalitäten durch spezifische Komponenten wie z. B. Konfiguratoren, die eine komplexe Angebotserstellung unterstützen.

## Einsatzgebiet
Grundsätzlich können quote-to-order-Lösungen bei allen Unternehmen eingesetzt werden, die Angebote erstellen und Aufträge entgegennehmen und ausführen. 
Bei Unternehmen, deren Produkte und Dienstleistungen eine hohe Variantenvielfalt oder eine aufwändige Preisgestaltung aufweisen (beispielsweise im Maschinenbau), kann der Einsatz von quote-to-order-Lösungen Wettbewerbsvorteile bringen. 
Auch im Finanzwesen werden Angebote oft auf Basis komplexer Berechnungsverfahren erstellt. Banken, Versicherungen und Bausparkassen können mit quote-to-order-Lösungen die Medien- und Systemvielfalt bündeln und gebrauchsfähige Vertriebsunterstützungswerkzeuge zur Arbeit am point-of-sale zur Verfügung stellen.

## Vorteil
Der Vorteil von quote-to-order Lösungen liegt in dem sich bietenden Nutzen für alle an den Vertriebs- und Auftragsabwicklungsprozessen beteiligten Unternehmensteilen.
Der Vertrieb ist in der Lage, ohne Fachabteilungsunterstützung qualitativ hochwertige Angebote zu erstellen. Zudem wird er von Administrationsaufgaben entlastet und kann sich seiner eigentlichen Aufgabe (der Kundenbetreuung) widmen. 
Bei der Auftragsbearbeitung (z. B. mit einem ERP-System) zeigt sich die Kompatibilität des Angebotes mit den verfügbaren Ressourcen. Im Idealfall können hier Aufträge, direkt aus dem Vertrieb in den Produktionsprozess eingespeist werden. 

## Nachteil
Quote-to-order Prozesse sollen Vertrieb, Auftragserfassung und Produktion entlasten. Oftmals ist das Gegenteil der Fall. Das geschieht vor allem dann, wenn der gesamte quote-to-order-Komplex nicht als Einheit gesehen, sondern als Applikationserweiterung von CRM- oder ERP-Systemen realisiert wird. So verlagern sich artfremde Aufgaben (und Systemsichten) lediglich auf unterschiedliche Unternehmenseinheiten die ihrerseits dann ihre Hauptaufgaben vernachlässigen (z. B. Vertriebsmitarbeiter die ihre Aufträge selbst erfassen müssen).

## Zusammenfassung
Quote-to-order Prozesse bilden die Schnittstelle zwischen Vertrieb und Produktion. Sie nutzen vorhandene IT-Infrastrukturen und Funktionalitäten. Als hochintegrative Lösungen bieten sie Flexibilität, fügen sich in bestehende IT-Landschaften ein und lassen sie sich auf den konkreten Bedarf eines Unternehmens anpassen und konfigurieren. Der lückenlose Datenfluss zum einfachen Informationshandling wird in Unternehmen immer wichtiger. Damit können quote-to-order-Lösungen einen hohen Nutzen bieten.